# Pirata molensis
Pirata molensis este o specie de păianjeni din genul Pirata, familia Lycosidae. A fost descrisă pentru prima dată de Strand, 1908.
Este endemică în Etiopia. Conform Catalogue of Life specia Pirata molensis nu are subspecii cunoscute.